# 마이크로파이썬
마이크로파이썬(MicroPython)은 C로 작성된 파이썬 3과 크게 호환되는 프로그래밍 언어의 소프트웨어 구현으로, 마이크로컨트롤러에서 실행되도록 최적화되어 있다.
마이크로파이썬은 바이트코드를 위한 파이썬 컴파일러와 해당 바이트코드의 런타임 인터프리터로 구성된다. 사용자에게는 지원되는 명령을 즉시 실행할 수 있는 대화형 프롬프트(REPL)가 표시된다. 핵심 파이썬 라이브러리가 포함되어 있다. 마이크로파이썬에는 프로그래머가 하위 수준 하드웨어에 액세스할 수 있는 모듈이 포함되어 있다.
마이크로파이썬에는 코드를 최고 속도로 실행할 수 있는 인라인 어셈블러가 있지만, 다른 마이크로 컨트롤러 간에 이식할 수는 없다.
프로젝트의 소스 코드는 MIT 허가서에 따라 깃허브에서 사용할 수 있다.